# 白球の記憶
白球の記憶（はっきゅうのきおく）は、NHKの全国高等学校野球選手権大会の生中継において、試合間に放映されるコーナー番組である。

## 概要
高校野球の試合と試合の間には、選手や関係者の入れ替え、グラウンド整備、試合前の練習などでおよそ40分以上の間隔がある。NHKではその間、前の試合終了後には監督インタビュー・ハイライトシーン・解説者による戦評などを、次の試合開始前には学校紹介・選手紹介などを放映するが、それでも間隔時間を消化しきれないため、ニュースや番組紹介を放映している。
その一環で次の試合の中継開始直前に、全国高等学校野球選手権大会の歴史や過去の名勝負、記憶に残る高校や選手・プレーなどを「白球の記憶」として放映している。放映時間は1回あたり2～3分間で、1度に複数本分同時に放映される事もある。また同じ大会中に同じ内容が2回以上放映されることもある。2021年の第103回全国高等学校野球選手権大会では、天候不順で中断などが相次いで白球の記憶の放映回数が増え、話題になった。
その性質上、基本的にその日の第1試合の前や最終試合の後に放映される事はない。しかし、2021年の第103回全国高等学校野球選手権大会では、雨天順延が相次いだ影響で試合開始時間に雨が降っていても試合を中止にせずに天候回復を待ったため、第1試合の開始前の待ち時間に白球の記憶が放映された例がある。また試合間隔が詰まっていたりした場合は試合と試合の間に必ず放映されるわけではない。さらに準々決勝の試合以降は「今大会の好プレー」や「今大会のホームラン」などに切り替わり、「白球の記憶」は放映されなくなる傾向があったが、2021年は8月28日の準決勝の第1試合と第2試合の間に「球史 ここに始まる 1915年第1回大会」「球場は希望に満ちた　1946年　戦後初の大会」の2本が放映された。
2022年の第104回全国高等学校野球選手権大会では、雨のため開会式の開始時間が遅れ、開会式前に7本を立て続けに放映した（「球史 ここに始まる 1915年第1回大会」「球場は希望に満ちた　1946年　戦後初の大会」「延長18回譲らず～第51回決勝 松山商-三沢～」「甲子園を沸かせた豪速球～浪商・尾崎 作新学院・江川～」「強力やまびこ打線～第64回 徳島・池田高校」「決勝引き分け再試合　早稲田実-駒大苫小牧」「22奪三振の衝撃～松井裕樹投手～」）。さらに、開会式終了後の第1試合開始前にも「球史 ここに始まる 1915年第1回大会」「球場は希望に満ちた　1946年　戦後初の大会」の2本を流した。開幕試合の前に9本が放映されるという珍事だった。
映像画面アスペクト比は、ハイビジョン録画されたものは16:9、それ以外の古い映像は4:3でハイビジョン対応テレビではピラーボックス表示となる。ナレーションは一貫して森中直樹が担当している。（2012年以降の比較的新しく作られた新録部分については伊藤慶太アナウンサーが担当している。）

## 2010年夏の放映実績
2010年の第92回全国高等学校野球選手権大会において放映された内容は次の通り（放映順・カッコ内は順に、放映日付・大会日程・放映試合間）。
1. 「球史ここに始まる ～戦前・草創期～」（8月7日・初日第1-2試合） - 第1回大会で優勝した京都二中の紹介のほか、使用された球場の変遷（第1・2回豊中球場、第3回～9回鳴尾球場、第10回～甲子園球場）や、第19回大会の中京商対明石中戦の延長25回に及ぶ試合、沢村栄治・川上哲治・嶋清一といった、高校野球黎明期における名選手を紹介。
2. 「最終回 驚異の粘り～第91回大会 決勝～」（8月8日・2日目第1-2試合） - 第91回大会決勝の中京大中京対日本文理において日本文理が4-10と6点差で負けていた試合で9回表2アウトランナー無し2ストライクの状態から連続長短打や四死球、相手の拙い守備などで5点を取り、9-10と1点差まで詰め寄った試合を紹介（詳しくは該当項を参照）。（2010年から放映）
3. 「『逆転のPL』歓喜の初優勝～第60回大会～」（8月8日・2日目第2-3試合） - 第60回大会において、PL学園が準決勝で中京（現：中京大中京）を、決勝で高知商を、それぞれ逆転・サヨナラで下して初優勝、その後逆転のPLと呼ばれるようになった経緯を紹介。
4. 「球音高らかに～戦後の高校野球～」（8月8日）・2日目第3-4試合） - 第30回大会、学制改革にあわせて大会名も従来の「優勝野球大会」から「野球選手権大会」に名称変更された最初の大会において、小倉が初優勝した事や、第40回大会において戦後沖縄県から初出場した首里、同大会準々決勝・徳島商対魚津戦の初の延長18回引き分け再試合、第44回大会における作新学院の史上初の春夏連覇、第47回大会で初出場・初優勝を成し遂げた三池工、第51回大会での松山商対三沢による、決勝初の延長18回引き分け再試合を紹介。
5. 「死闘 延長25回～第19回 中京商-明石中～」（8月9日・3日目第1-2試合） - 第19回大会における中京商対明石中戦を詳細に紹介。
6. 「延長18回譲らず～第51回決勝 松山商-三沢～」（8月10日・4日目第3-4試合） - 第51回大会決勝、松山商対三沢戦を詳細に紹介。
7. 「強力やまびこ打線～第64回 徳島・池田高校」（8月12日・6日目第1-2試合） - 第64回大会における池田が「やまびこ打線」と呼ばれた強力打線を擁して初優勝した模様を紹介（チーム大会通算85安打は当時の大会新記録）。
8. 「PL学園 KKコンビ～第65-67回 桑田真澄・清原和博」（8月12日・6日目第3-4試合） - “甲子園の申し子”と言われたKKコンビ（桑田・清原両選手）の活躍による第65・67回大会のPL学園2回の優勝（同校通算3回目）の様子を紹介[2]。
9. 「スピード決着、スタミナ勝負～史上最短試合・最長試合～」（8月14日・8日目第1-2試合） - 史上最短試合（2010年現在）である第29回大会決勝の小倉中対岐阜商戦（1時間12分）、史上最長試合（同）である第19回大会の準決勝・中京商対明石中戦（4時間55分）の模様を紹介。
10. 「奇跡のバックホーム～第78回大会決勝 松山商-熊本工～」（8月14日・8日目第2-3試合） - 第78回大会決勝の松山商-熊本工戦で、3-3の同点で迎えた延長10回裏1死満塁、1点取れば熊本工の優勝が決まるシーンで熊本工・本多選手がライトフライを放ち、犠牲フライで試合が決まるかに思われたシーンで、直前に交代していたライトの矢野選手がホームにノーバウンドで返球、ギリギリのタイミングながら刺したシーンを紹介（詳しくは該当項を参照）。
11. 「延長17回 横浜-PL学園～平成の怪物 横浜・松坂～」（8月14日・8日目第3-4試合） - 第80回大会準々決勝・松坂大輔投手を擁する横浜とPL学園の延長17回の試合を紹介（詳細は該当項参照）。
12. 「つかみかけた優勝旗～第72・73回 沖縄水産～」（8月15日・9日目第1-2試合） - 沖縄県勢初の優勝をかけて、沖縄水産が第72回大会と第73回大会の2大会連続して決勝に進出するも2回ともに敗退、沖縄県勢初優勝を逃した模様を紹介（※沖縄県勢の大会初優勝は、第92回大会の興南）。
13. 「決勝引き分け再試合～第88回 早稲田実 対 駒大苫小牧～」（8月15日・9日目第2-3試合） - 第88回大会決勝、斎藤佑樹を擁して初優勝を狙う早稲田実と、田中将大を擁して大会史上2度目の3連覇に挑む駒大苫小牧の延長15回引き分け再試合を紹介（詳細は該当項参照）。
14. 「『逆転のPL』歓喜の初優勝～第60回大会～」「深紅の優勝旗 北の大地へ～第86回大会 駒大苫小牧初優勝～」（8月16日・10日目第1-2試合） - 前半は同大会2回目の放映。後半は、第86回大会において、駒大苫小牧がチーム大会通算打率.448（大会記録・2010年現在）の猛打で同校のみならず、北海道勢初優勝となった模様を紹介。
15. 「最終回 驚異の粘り～第91回大会 決勝～」（8月16日・10日目第2-3試合） - （同大会2回目の放映）
16. 「甲子園のアイドル～『ダイスケ』荒木 『バンビ』坂本～」「佐賀北 旋風～第89回大会～」（8月16日・10日目第3-4試合） - 前半は甲子園を沸かせたアイドル2人を紹介。1人目は1年生からエースとして第62回・63回・64回と3期（センバツを合わせると5期）連続出場、内1年時夏（第62回大会）には決勝に進出した早稲田実の荒木大輔（当時のニックネームは「ダイスケ」）、2人目は第59回大会で1年生ながら東邦のエースとして出場、決勝まで進出した坂本佳一（同「黒ヅル君」・「バンビ」）を紹介。
後半は第89回大会において、2回目の出場でそれまで1勝も挙げていなかった県立校の佐賀北が快進撃、準々決勝で優勝候補の一角・帝京を延長13回サヨナラで退け、決勝では強豪・広陵に、8回まで0-4の完全な劣勢から逆転満塁ホームランを放つなどして勝ち、初優勝した模様を紹介。
17. 「奇跡は二度起きた～第61回 箕島-星稜～」（8月17日・11日目第1-2試合） - 第61回大会3回戦、箕島対星稜戦は1-1の同点で延長戦突入後、星稜が二度1点リードで2アウトランナー無しの勝利のチャンスを迎えるが、箕島がこれを二度とも奇跡的にソロホームランで振り出しに戻し、18回裏にサヨナラ勝ちした試合を紹介（詳細は該当項参照）。
18. 「甲子園を沸かせた強打者～原・香川・清原・松井～」（8月17日・11日目第2-3試合） - 大会史上の強打者・東海大相模の原辰徳（第56・57・58回大会）、浪商（現・大体大浪商）の香川伸行（第61回大会）の大会史上初の3試合連続ホームラン、PL学園の清原和博の第66回大会の1回戦・対享栄での個人最多となる1試合3本塁打、星陵の松井秀喜の第73回大会でのチームをベスト4へ導く活躍、および第74回大会での2回戦・対明徳義塾戦における5打席連続敬遠をそれぞれ紹介[2]。

## 2011年夏の放映実績
2011年の第93回全国高等学校野球選手権大会において放映された内容は次の通り（放映順・カッコ内は順に、放映日付・大会日程・放映試合間）。

## 2012年夏の放映実績
2012年の第94回全国高等学校野球選手権大会において放映された内容は次の通り（放映順・カッコ内は順に、放映日付・大会日程・放映試合間）。
1. 「球史 ここに始まる ～戦前・草創期～」「奇跡は二度 起きた ～第61回 箕島-星稜～」（8月8日・初日開会式-第1試合）
2. 「球音高らかに～戦後の高校野球～」（8月9日・2日目第1-2試合）
3. 「甲子園を沸かせた豪速球～浪商・尾崎 作新学院・江川～」（8月11日・4日目第3-4試合） - 第43回大会で優勝した尾崎行雄、第55回大会で大会注目の江川卓を紹介。
4. 「春夏連覇・興南～第92回大会～」（8月13日・6日目第2-3試合） - 第92回大会、春優勝をし、史上6校目の春夏連覇と沖縄県勢夏の大会初優勝を目指す興南。準決勝・報徳学園戦と決勝・東海大相模戦を中心に紹介。（2011年から放映）
5. 「死闘 延長25回～第19回 中京商-明石中～」（8月15日・7日目第2-3試合）
6. 「延長18回譲らず～第51回決勝 松山商-三沢～」（8月15日・7日目第3-4試合）
7. 「甲子園のアイドル～『ダイスケ』荒木 『バンビ』坂本～」（8月16日・8日目第1-2試合）
8. 「つかみかけた優勝旗～第72・73回 沖縄水産～」（8月16日・9日目第2-3試合）
9. 「甲子園を沸かせた強打者～原・香川・清原・松井～」（8月16日・8日目第3-4試合）
10. 「PL学園 KKコンビ～第65-67回 桑田真澄・清原和博」（8月17日・9日目第1-2試合）
11. 「スピード決着、スタミナ勝負～史上最短試合・最長試合～」（8月17日・9日目第2-3試合）
12. 「延長17回 横浜-PL学園～平成の怪物 横浜・松坂～」（8月18日・10日目第2-3試合）
13. 「強力やまびこ打線～第64回 徳島・池田高校」（8月18日・10日目第3試合中断時）
14. 「『逆転のPL』歓喜の初優勝～第60回大会～」「深紅の優勝旗 北の大地へ～第86回大会 駒大苫小牧初優勝～」「最終回 驚異の粘り～第91回大会 決勝～」「春夏連覇・興南～第92回大会～（同大会2回目の放映）（8月18日・10日目第3試合中断時）
15. 「つかみかけた優勝旗～第72・73回 沖縄水産～」（同大会2回目の放映）「奇跡のバックホーム～第78回大会決勝 松山商-熊本工～」「延長17回 横浜-PL学園～平成の怪物 横浜・松坂～」（同大会2回目の放映）「スピード決着、スタミナ勝負～史上最短試合・最長試合～」（同大会2回目の放映）（8月18日・10日目第3試合中断時）
16. 「甲子園を沸かせた豪速球～浪商・尾崎 作新学院・江川～」（8月19日・11日目第1-2試合） - （同大会2回目の放映）
17. 「球音 高らかに～戦後の高校野球～」（8月19日・11日目第2-3試合）
18. 「球史 ここに始まる ～戦前・草創期～」（8月19日・11日目第3-4試合） - （同大会2回目の放映）

## 2013年夏の放映実績
2013年の第95回全国高等学校野球選手権大会において放映された内容は次の通り（放映順・カッコ内は順に、放映日付・大会日程・放映試合間）。
1. 「球史 ここに始まる ～戦前・草創期～」（8月8日・初日第1-2試合）
2. 「甲子園を沸かせた豪速球～浪商・尾崎 作新学院・江川～」（8月10日・3日目第1-2試合）
3. 「22奪三振の衝撃～桐光学園 松井裕樹投手～」（8月10日・3日目第2-3試合）- 第94回大会、1回戦の今治西戦で大会新記録となる22奪三振を記録した松井裕樹を紹介。（2013年から放映）
4. 「春夏連覇・興南～第92回大会～」（8月11日・4日目第1-2試合）
5. 「つかみかけた優勝旗～第72・73回 沖縄水産～」「奇跡のバックホーム～第78回大会決勝 松山商-熊本工～」「延長17回 横浜-PL学園～平成の怪物 横浜・松坂～」「スピード決着、スタミナ勝負～史上最短試合・最長試合～」（8月12日・5日目第1-2試合）
6. 「『逆転のPL』歓喜の初優勝～第60回大会～」「深紅の優勝旗 北の大地へ～第86回大会 駒大苫小牧初優勝～」「最終回 驚異の粘り～第91回大会 決勝～」（8月12日・5日目第2-3試合）
7. 「死闘 延長25回～第19回 中京商-明石中～」（8月13日・6日目第2-3試合）
8. 「22奪三振の衝撃～桐光学園 松井裕樹投手～」（8月14日・7日目第1-2試合） - （同大会2回目の放映）
9. 「春夏連覇・興南～第92回大会～」（8月15日・8日目第2-3試合）  - （同大会2回目の放映）
10. 「強力やまびこ打線～第64回 徳島・池田高校」（8月15日・8日目第3-4試合）
11. 「甲子園を沸かせた強打者～原・香川・清原・松井～」（8月16日・9日目第1-2試合）
12. 「PL学園 KKコンビ～第65-67回 桑田真澄・清原和博」（8月17日・10日目第1-2試合）
13. 「延長18回譲らず～第51回決勝 松山商-三沢～」（8月17日・10日目第2-3試合）
14. 「甲子園のアイドル～『ダイスケ』荒木 『バンビ』坂本～（8月17日・10日目第3-4試合）
15. 「奇跡は二度 起きた ～第61回 箕島-星稜～」（8月18日・11日目第1-2試合）
16. 「22奪三振の衝撃～桐光学園 松井裕樹投手～」（8月18日・11日目第3-4試合） - （同大会3回目の放映）
17. 「奇跡のバックホーム～第78回大会決勝 松山商-熊本工～」（8月19日・12日目第2-3試合） - （同大会2回目の放映）

## 2021年夏の放映実績
2021年の第103回全国高等学校野球選手権大会において放映された内容は次の通り。
1. 「球史 ここに始まる 1915年第1回大会」「球場は希望に満ちた　1946年　戦後初の大会」（8月17日・第1試合・大阪桐蔭-東海大菅生の試合が雨で中断したため）
2. 「延長18回譲らず～第51回決勝 松山商-三沢～」「甲子園を沸かせた豪速球～浪商・尾崎 作新学院・江川～」（1日に2回放送）「強力やまびこ打線～第64回 徳島・池田高校」「決勝引き分け再試合　早稲田実-駒大苫小牧」「22奪三振の衝撃～松井裕樹投手～」「死闘 延長25回～第19回 中京商-明石中～」「延長17回 横浜-PL学園～平成の怪物 横浜・松坂～」（8月19日）
3. 「深紅の優勝旗 北の大地へ～第86回大会 駒大苫小牧初優勝～」「春夏連覇・興南～第92回大会～」「延長18回譲らず～第51回決勝 松山商-三沢～」「甲子園を沸かせた豪速球～浪商・尾崎 作新学院・江川～」「強力やまびこ打線～第64回 徳島・池田高校」「決勝引き分け再試合　早稲田実-駒大苫小牧」「22奪三振の衝撃～松井裕樹投手～」（8月20日・第1試合の試合開始が遅れたため、開始前に放送）
4. 「甲子園を沸かせた豪速球～浪商・尾崎 作新学院・江川～」「奇跡のバックホーム～第78回大会決勝 松山商-熊本工～」「スピード決着、スタミナ勝負～史上最短試合・最長試合～」（8月20日・第2試合の試合開始前）
5. 「奇跡は二度起きた～第61回 箕島-星稜～」「『逆転のPL』歓喜の初優勝～第60回大会～」（8月21日・第1-2試合）
6. 「球場は希望に満ちた　1946年　戦後初の大会」「延長17回 横浜-PL学園～平成の怪物 横浜・松坂～」（8月22日・第1-2試合）
7. 「延長18回譲らず～第51回決勝 松山商-三沢～」「甲子園を沸かせた豪速球～浪商・尾崎 作新学院・江川～」「強力やまびこ打線～第64回 徳島・池田高校」（8月24日第1-2試合）
8. 「延長17回 横浜-PL学園～平成の怪物 横浜・松坂～」「決勝引き分け再試合　早稲田実-駒大苫小牧」（8月24日第2-3試合）
9. 「奇跡は二度起きた～第61回 箕島-星稜～」「『逆転のPL』歓喜の初優勝～第60回大会～」（8月24日・第3-4試合）
10. 「甲子園を沸かせた豪速球～浪商・尾崎 作新学院・江川～」「奇跡のバックホーム～第78回大会決勝 松山商-熊本工～」「スピード決着、スタミナ勝負～史上最短試合・最長試合～」（8月25日・第1-2試合）
11. 「球場は希望に満ちた　1946年　戦後初の大会」「延長17回 横浜-PL学園～平成の怪物 横浜・松坂～」（8月26日・第1-2試合）
12. 「球史 ここに始まる 1915年第1回大会」「球場は希望に満ちた　1946年　戦後初の大会」（8月28日・第1-2試合）

## 2022年夏の放映実績
2022年の第104回全国高等学校野球選手権大会において放映された内容は次の通り。
1. 「球史 ここに始まる 1915年第1回大会」「球場は希望に満ちた　1946年　戦後初の大会」「延長18回譲らず～第51回決勝 松山商-三沢～」「甲子園を沸かせた豪速球～浪商・尾崎 作新学院・江川～」「強力やまびこ打線～第64回 徳島・池田高校」「決勝引き分け再試合　早稲田実-駒大苫小牧」「22奪三振の衝撃～松井裕樹投手～」（8月6日・開会式の開始が雨で遅れたため、開始前に放映）
2. 「球史 ここに始まる 1915年第1回大会」「球場は希望に満ちた　1946年　戦後初の大会」（8月6日・開会式終了後の第1試合の試合開始前）
3. 「決勝引き分け再試合　早稲田実-駒大苫小牧」「22奪三振の衝撃～松井裕樹投手～」（8月7日・第1-2試合）
4. 「甲子園を沸かせた豪速球～浪商・尾崎 作新学院・江川～」「奇跡のバックホーム～第78回大会決勝 松山商-熊本工～」「スピード決着、スタミナ勝負～史上最短試合・最長試合～」（8月7日・第2-3試合）
5. 「奇跡は二度起きた～第61回 箕島-星稜～」「『逆転のPL』歓喜の初優勝～第60回大会～」（8月7日・第3-4試合）
6. 「延長17回 横浜-PL学園～平成の怪物 横浜・松坂～」「決勝引き分け再試合　早稲田実-駒大苫小牧」（8月8日第1-2試合）
7. 「球史 ここに始まる 1915年第1回大会」「球場は希望に満ちた　1946年　戦後初の大会」（8月8日・第3-4試合）
8. 「奇跡は二度起きた～第61回 箕島-星稜～」「『逆転のPL』歓喜の初優勝～第60回大会～」（8月12日・第1-2試合。第2-3、3-4試合の間は台風8号関連ニュースで放映なし）
9. 「奇跡は二度起きた～第61回 箕島-星稜～」「『逆転のPL』歓喜の初優勝～第60回大会～」（8月13日・第1-2試合）
10. 「球場は希望に満ちた　1946年　戦後初の大会」「延長17回 横浜-PL学園～平成の怪物 横浜・松坂～」（8月13日・第2-3試合）
11. 「甲子園を沸かせた豪速球～浪商・尾崎 作新学院・江川～」「奇跡のバックホーム～第78回大会決勝 松山商-熊本工～」「スピード決着、スタミナ勝負～史上最短試合・最長試合～」（8月15日・第2-3試合）
12. 「延長17回 横浜-PL学園～平成の怪物 横浜・松坂～」「決勝引き分け再試合　早稲田実-駒大苫小牧」（8月15日第3-4試合）
13. 「球場は希望に満ちた　1946年　戦後初の大会」「延長17回 横浜-PL学園～平成の怪物 横浜・松坂～」（8月16日・第1-2試合）
14. 「奇跡は二度起きた～第61回 箕島-星稜～」「『逆転のPL』歓喜の初優勝～第60回大会～」（8月16日・第2-3試合）
15. 「つかみかけた優勝旗～第72・73回 沖縄水産～」「金足農旋風」（8月16日第3-4試合） - 前半は過去の制作分。後半は第100回大会、吉田輝星を擁し秋田県勢として第1回大会以来の決勝まで勝ち進んだ金足農について、準々決勝・近江戦を中心に紹介（2019年初放映、詳細は該当項を参照）。